# باول مارتن (لاعب دوري الرغبي)
باول مارتن (بالإنجليزية: Paul Martin)‏ هو لاعب دوري الرغبي أسترالي، ولد في 14 يونيو 1967.